# Date with the Night
"Date with the Night" je první singl z alba Fever to Tell americké indie rockové kapely Yeah Yeah Yeahs. Na B-straně singlu je dále zahrnuta píseň "Yeah! New York", která je bonusovou skladbou na britském vydání alba Fever to Tell a exklusivní remix skladby "Bang", původně vydané na debutovém EP kapely z roku 2001. Singl se umístil na 16. místě britské oficiální hitparády. Videoklip k písni, režiséra Patricka Daughterse, byl původně nahrán v prostorách Univerzity v Bristolu dne 1. března 2003, ovšem obsahuje záběry natáčené i v jiných prostorách, jako je například klub The Zodiac v Oxfordu. Skladba je dále dostupná v hudební videohře Rock Band.

## Seznam skladeb
CD & 7" Single
1. Date with the Night
2. Yeah! New York
3. Bang By Little Stranger